# Forgóváz

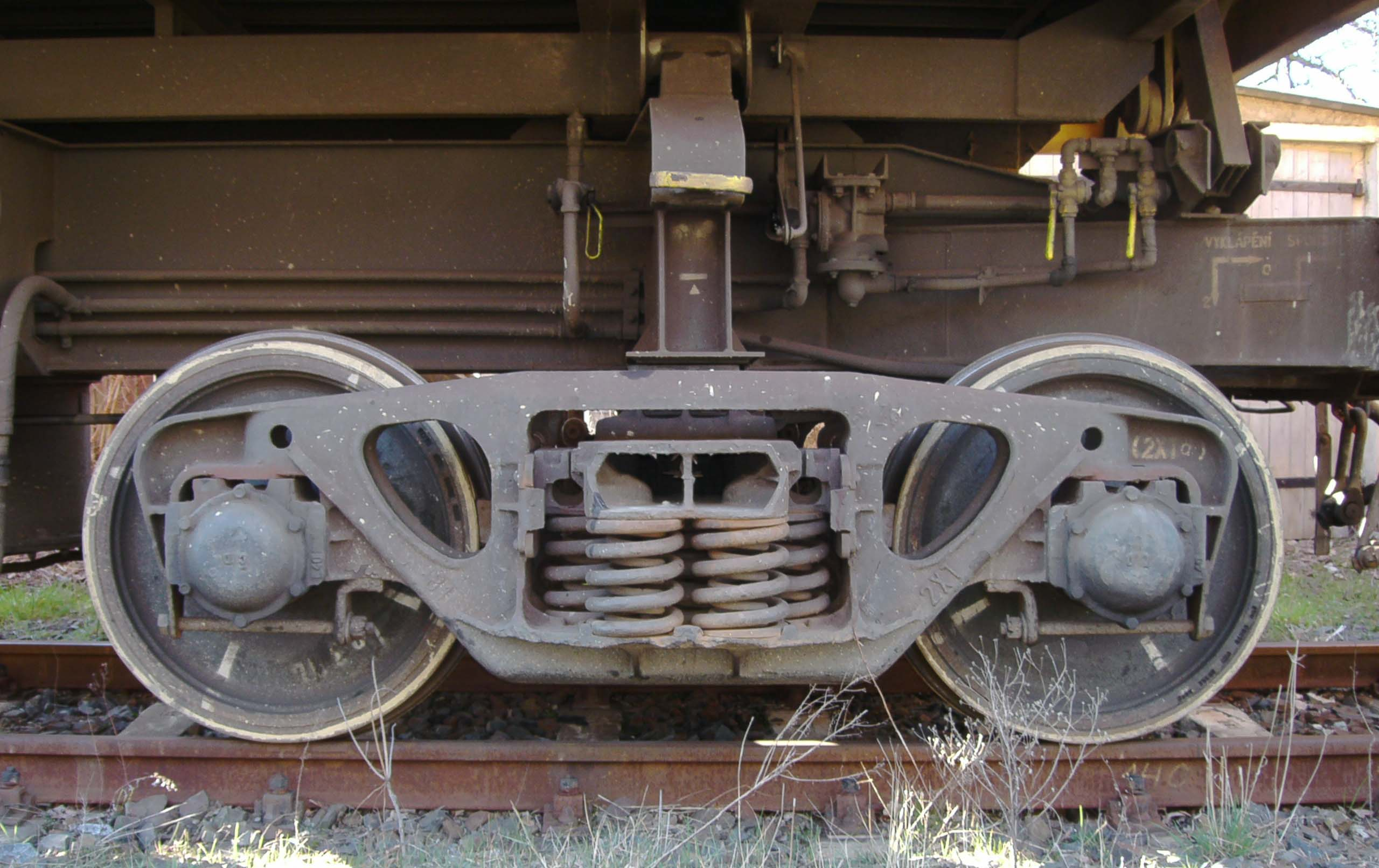
Billenthető rakfelületű kocsi forgóváza

A forgóváz (korábban: forgóállvány, forgózsámoly, majd forgóalváz) a vasúti járművek futó- és hordművének egy kiviteli formája.
A szorosan vett futóműnek a járművek kerékpárjait, azaz tengelyeit és az azokra felsajtolt megfelelő futófelületű kerekeit tekintik.
Hordműnek nevezik a kerékpároktól az alvázig, illetve a forgóvázkeretig beépített szerkezeti egységeket, így
- a kerékpárok csapágyazását,
- a csapágyak megvezetését,
- a csapágyak és a keret közötti rugókat, melynek neve csapágy- vagy primer rugózás
- a rugókhoz kapcsolódó lengéscsillapítókat és
- a rugófelfüggesztéseket.

Ha a járműszekrény egyetlen alváz (keret) segítségével támaszkodik a kerékpárokra, akkor egykeretes, ha több keretszerkezet közreműködésével, akkor többkeretes, más szóval forgóvázas járműnek nevezik. A forgóvázak tehát futó- és hordművekből, az ezeket egységbe foglaló forgóvázkeretből, a forgóváz és a járműalváz (járműkeret) közötti kapcsolatból, az ún. szekrénykapcsolatból és az ehhez kapcsolódó esetleges rugózásból, az úgynevezett szekunder rugózásból, és lengéscsillapító rendszerből áll.
A forgóvázak legtöbbször kéttengelyesek, ritkán három- és négytengelyesek, de léteznek egytengelyes forgóvázak (pl. MÁV Bzmot is.)

## Feladatai
A forgóvázak főbb feladatai:
- a járműszerkezet alátámasztása,
- a jármű stabil futásának biztosítása,
- a vasúti pályáról a járműre ható vezetőerők (pl. pályaívekben futás) felvétele
- a vonó- és fékezőerők elviselése, átvitele
- esetleges erőáviteli berendezések hordozása

## Fajtái
Attól függően, hogy az adott forgóvázban helyeztek-e el meghajtással ellátott kerékpárt, megkülönböztetünk:
- hajtott forgóvázakat,
- hajtás nélküli futóforgóvázakat.

Tengelyszám szerint:
- 2, 3 tengelyes

Rugózási rendszer szerint:
- egy-, két-, háromlépcsős

Hajtás szerint:
- csoport-, egyedi tengelyhajtás;
- Forgócsapos, elméleti forgásponttal ellátott;
- Oldaltámos, vagy ingás szekrényfelfüggesztésű

## Története
Az első forgóvázak már a vasút nagyon korai időszakában megjelentek. Létrejöttük annak köszönhető, hogy a vasúti kocsik méretének növekedésével növekedett a járművek tömege is, melyet két tengelyen már nem lehetett elhelyezni. Kettőnél több, az alvázba mereven beágyazott tengely azonban megnehezítette, hogy a járművek a pályaívekben közlekedjenek: megszorulhattak és fokozottabb kerék- és sínkopás volt az eredmény. Ezért a kocsik két végére egy-egy kéttengelyes, rövid tengelytávolságú alvázat terveztek, melyek a jármű alvázához képest egy forgótányér körül elfordulhattak. A forgóvázas vasúti kocsik kezdetben az Amerikai Egyesült Államokban terjedtek el, de például a Magyarországon először megnyílt Pest-Vác vasútvonalon is forgóvázas kocsik közlekedtek. A 19. század második felében Európában mégis inkább a két- és háromtengelyes kocsik terjedtek el, majd a századfordulótól a minél nagyobb sebességre alkalmas és minél kényelmesebb kocsik iránti igény végül – először a fővonali gyorsvonati forgalomban – általánossá tette a két kéttengelyes forgóvázzal szerelt személyszállító kocsikat.
Mozdonyokon szintén viszonylag korán megjelentek a forgóvázak a mozdonyok tömegének növekedése miatt. A mind nagyobb sebességre törekvés a gyorsvonati mozdonyoknál szinte kizárólagossá tette a hajtott (kapcsolt) kerékpárok előtt kéttengelyes futóforgóváz alkalmazását, mely a mozdony jó megvezetését, kedvezőbb ívbeállását tette lehetővé. A mozdonyok további sebességnövekedése során fokozatosan a kapcsolt kerékcsoport mögött is kéttengelyes futóforgóvázak jelentek meg és ez a szimmetrikus elrendezés végül is a legkedvezőbbnek bizonyult. Ez utóbbi megoldást a korai gyorsvonati villamosmozdonyokhoz is átvették.

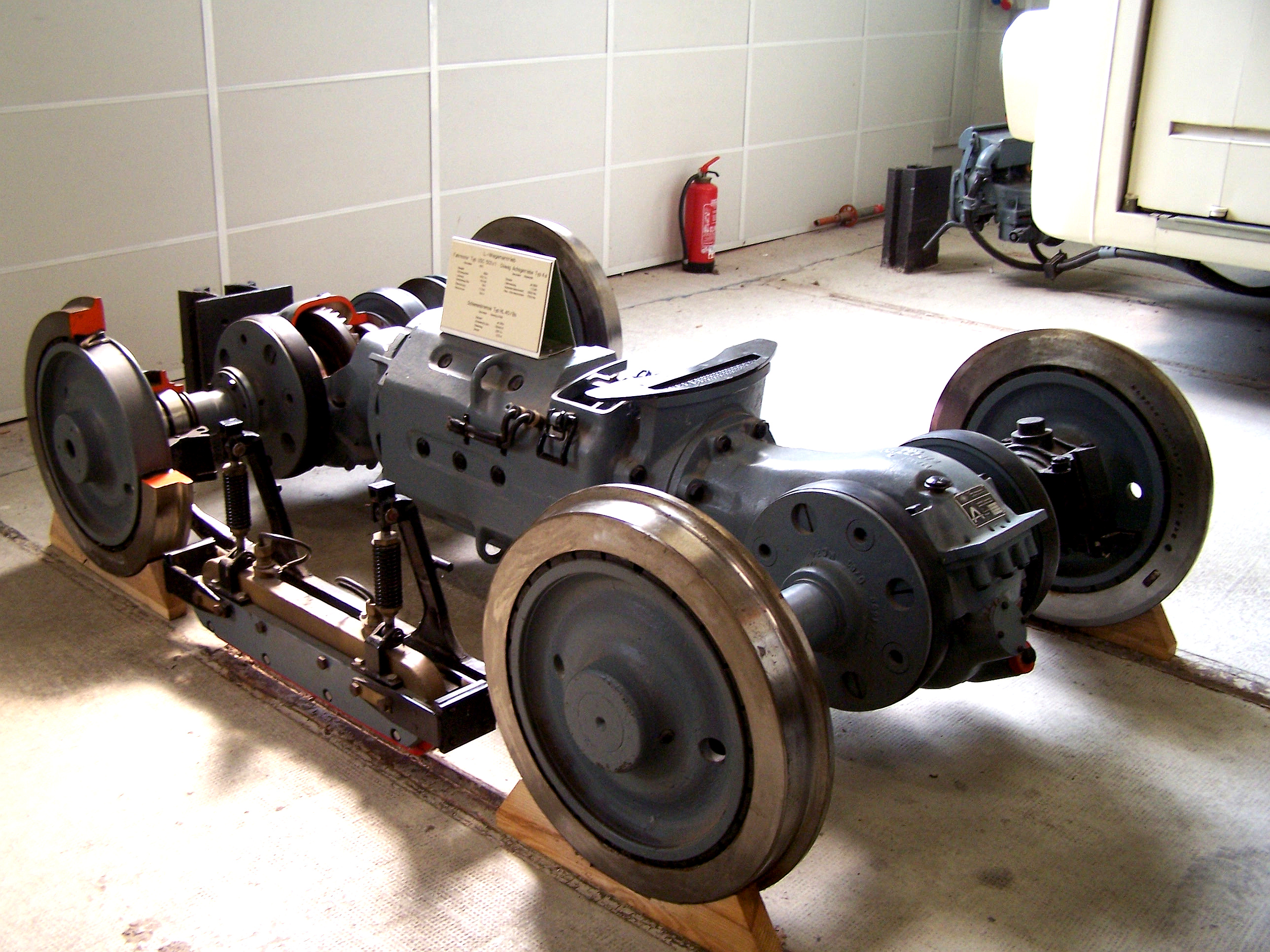
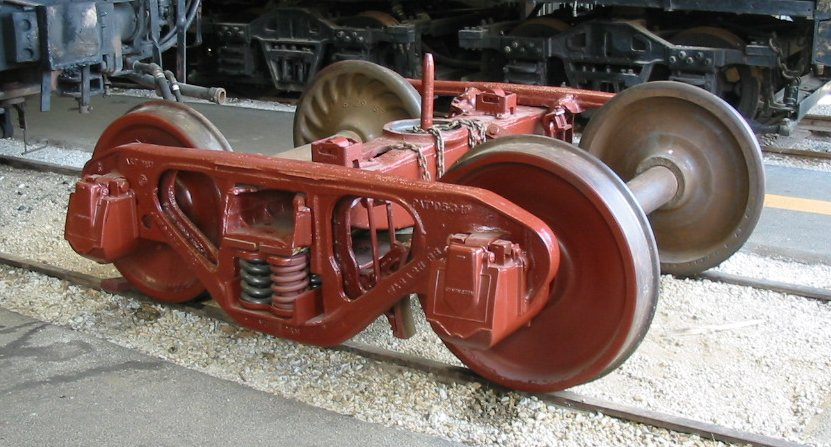
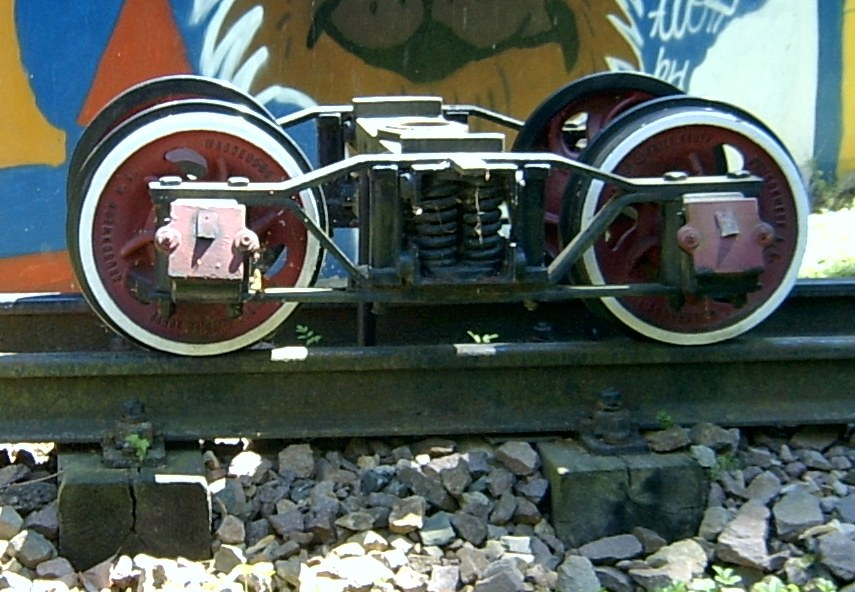

## Gőzmozdonyok futóforgóvázai
A gőzmozdonyok hajtás nélküli forgóvázai kezdetben kizárólag a forgócsap (királycsap) közötti elfordulásra volt képesek. A hajtott kerékcsoport ívbeállási tulajdonságai miatt azonban szükségessé vált, hogy a forgóváz a forgócsap mentén oldalirányba eltolódhasson. A forgócsap csapágyát ezért a forgóváz kereszttartójába épített ágyvezetékbe helyezték, így a forgócsap a csapágyban elfordulhat és csapágyastul együtt az ágyvezetékben oldalirányba elmozdulhatott. Az elmozdult ágyvezeték középállásba visszaterelésére a csapágyvezeték két oldalsó végéhez egy-egy fekvő helyzetű, előfeszített lemezrugó középső bilincséhez erősítettek. A két lemezrugó széleit egymáshoz elöl és hátul is egy-egy rugófeszítő csavar fogta össze. A forgóváz oldalirányú eltolódásakor az ágyvezeték a lemezrugók egyikének bilincsét magával viszi, ezzel rugófeszítő csavarokon át a másik lemezrugót megfeszíti. A lemezrugók további szerepe a vasúti pályáról a forgóvázra mért oldalirányú ütéseinek csillapítása is.
A mozdony tömegét a forgóvázra nem a forgócsap, hanem a forgóváz-hossztartók széleire, a forgócsappal egy vonalba szerelt gömbcsészés támaszok vagy csúszótámok vitték át. A gömbcsészés támaszok lehetővé tették a forgóváz elfordulásán és oldalirányú elmozdulásán kívül annak a kerethez képesti billenését is.